# Oľka
Oľka (in tedesco Elcke, in ungherese Olyka, in ruteno Oľka) è un comune della Slovacchia facente parte del distretto di Medzilaborce, nella regione di Prešov.
Fu menzionato per la prima volta in un documento storico nel 1408. Il comune è sorto nel 1944 per l'unione delle due preesistenti municipalità di Nižná e Vyšná Oľka.